# Günter Birkner
Günter Birkner (* 7. August 1925; † 14. Juni 2001) war ein Schweizer Musikwissenschaftler.
Birkner promovierte und leitete die Musikabteilung der Zentralbibliothek Zürich. Er veröffentlichte Schriften über Komponisten; besonders befasste er sich mit Wilhelm Furtwängler.